# Altímetro

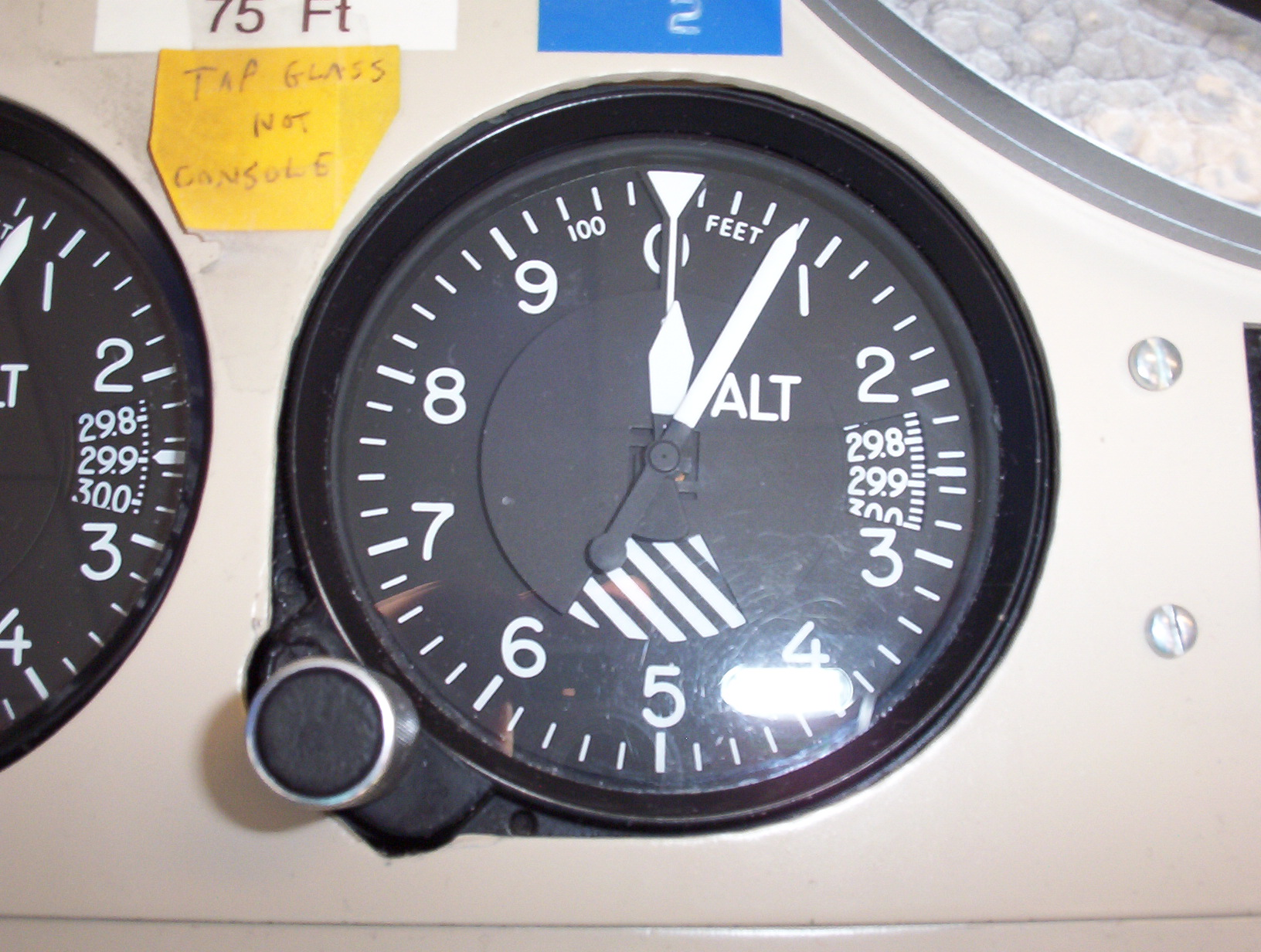
Altímetro.

Un altímetro es un instrumento de medición que indica la diferencia de altitud entre el punto donde se encuentra localizado y un punto de referencia; habitualmente se utiliza para conocer la altura sobre el nivel del mar de un punto. La unidad más común para la calibración de altímetros en todo el mundo es hectopascales (hPa), excepto en Norteamérica (aparte de Canadá
) y Japón, donde se utilizan pulgadas de mercurio (inHg). Para obtener una lectura precisa de la altitud, ya sea en pies o en metros, la presión barométrica local debe calibrarse correctamente utilizando la fórmula barométrica.
La mayor utilización se hace en aeronáutica, como un elemento de seguridad más, formando parte de los instrumentos de vuelo más importantes del avión.
En deportes o actividades en los que se sufren grandes desniveles, cómo el montañismo, trekking, ciclismo, esquí, escalada, paracaidismo, trail running, etc., se utiliza para conocer los desniveles que se están superando. Como curiosidad, algunos de los más modernos velocímetros para bicicleta integran un altímetro pudiendo generar perfiles de la jornada con ayuda de una computadora.

## Historia
Los principios científicos en los que se basa el altímetro fueron escritos por primera vez por Rev. Alexander Bryce un ministro y astrónomo escocés en 1772 que se dio cuenta de que los principios de un barómetro podían ajustarse para medir la altura.

## Altímetro barométrico
Es el más común de todos; su funcionamiento está basado en la relación entre presión y altitud, la presión atmosférica desciende con la altitud, aproximadamente, 1 hPa por cada 27 pies (8,2 metros) de altitud. Toman como base de referencia el nivel del mar, pero su funcionamiento está condicionado a los cambios meteorológicos, por lo que un altímetro de cierta calidad debería permitir compensar las variaciones de presión provocadas por el clima. Por otra parte, como el nivel del mar no es uniforme en todo el mundo, la base para medir la presión también puede variar según las latitudes en las que nos encontremos. O dicho en otros términos, si utilizamos el mismo altímetro en distintos países, los resultados pueden variar si no ajustamos la altura base (nivel del mar que sirve de referencia). Por último, como el espesor de la atmósfera varía mucho según la latitud (es mucho mayor en la zona intertropical) la correspondencia entre presión y altitud puede variar.
Estos altímetros tienen un funcionamiento irregular si el cambio de altitud es muy brusco, ya que tardan en responder y captar la presión atmosférica; tampoco funcionan bien si, por ejemplo, se realiza la ascensión en un coche con las ventanillas cerradas, ya que en el interior del coche con las ventanillas cerradas la presión será muy diferente a la del exterior.
La fórmula para calibrar un altímetro (hasta 36.090 pies) es la siguiente:
{\displaystyle h={\frac {(1-(P_{0}/P_{ref})^{0,19026})\cdot 288.15}{0,00198122}}}
Dónde h indica la altitud en pies, {\displaystyle P_{0}} es la presión estática y {\displaystyle P_{ref}} es la presión de referencia (ambas en la misma unidad).

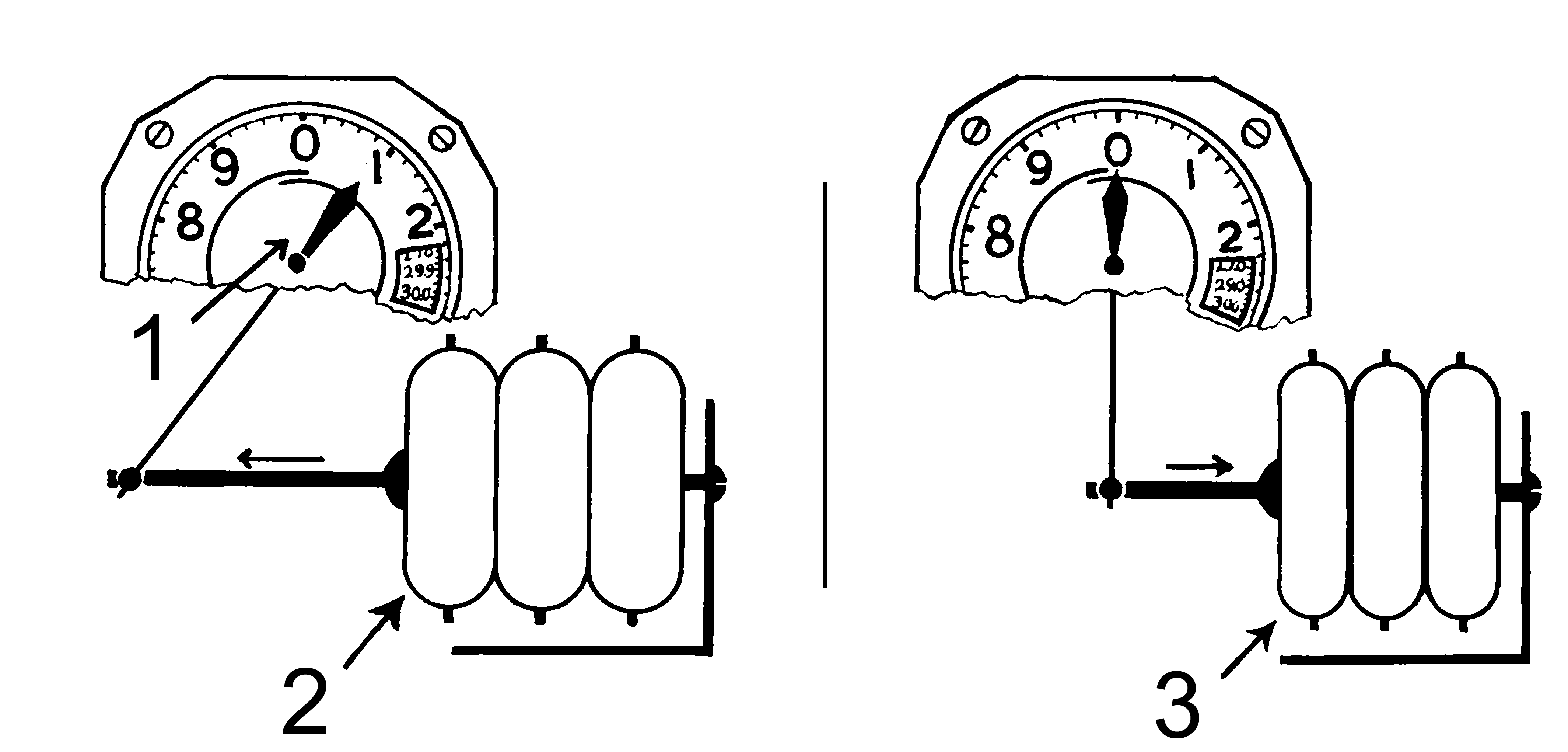

El funcionamiento del altímetro está basado en los cambios de volumen que experimenta una cápsula cerrada, conteniendo gas a cierta presión, que son medidos mediante un mecanismo que traduce esos cambios en medidas de altitud, con respecto a una presión que se ha reglado mediante el sistema de reglaje que se usa para corregir la medida de altitud por los cambios de presión atmosférica (presión de referencia), este dato de reglaje se obtiene de un barómetro instalado en el punto respecto del cual se desea hacer la medición.

### Uso en aviones

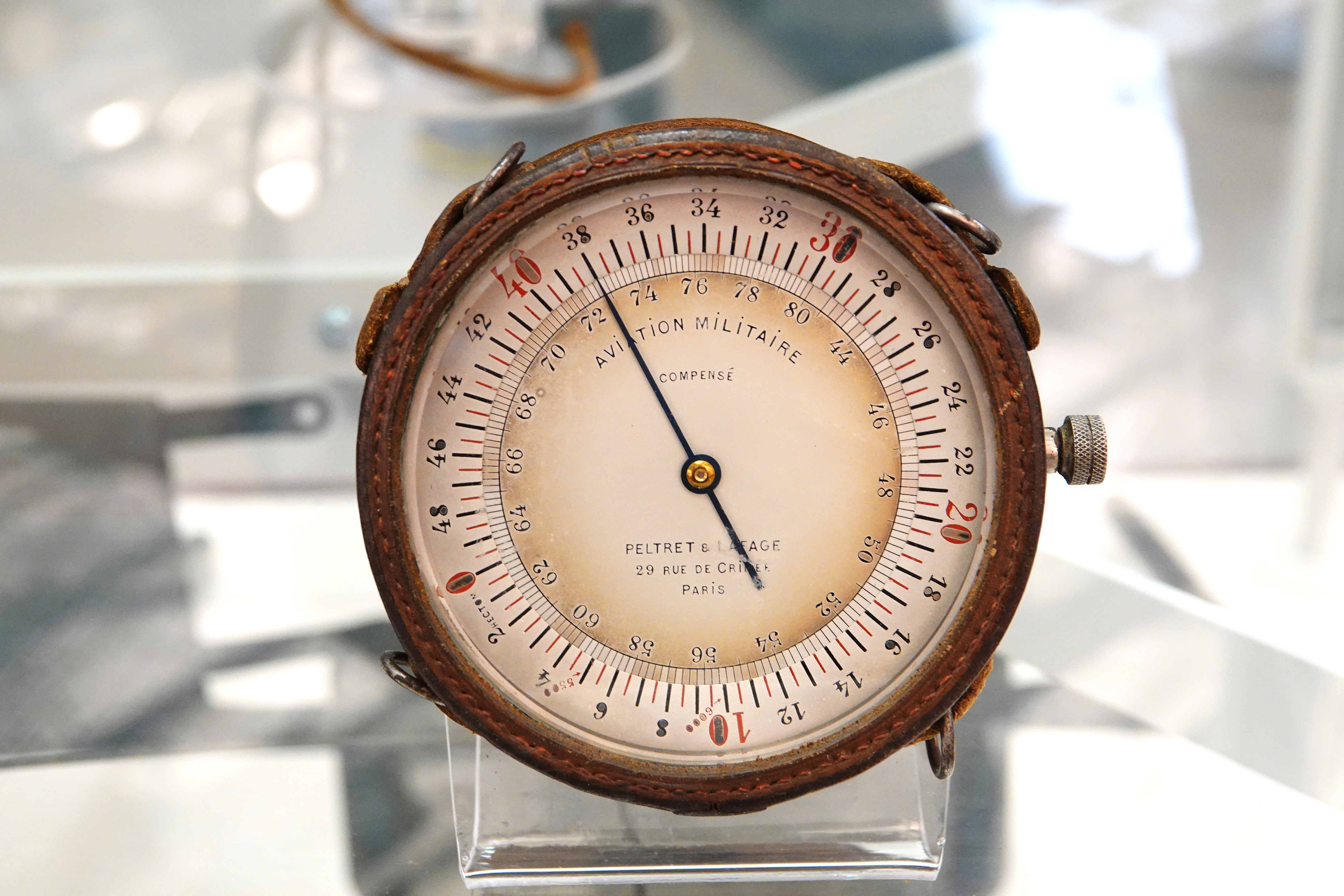
Un antiguo altímetro destinado al uso en aviones.

Diagrama que muestra la cara del altímetro de avión sensible de "tres puntas" que muestra una altitud de 10180 ft. La presión de referencia de unos 29,92 inHg (1013 hPa) se muestra en la ventana de Kollsman.

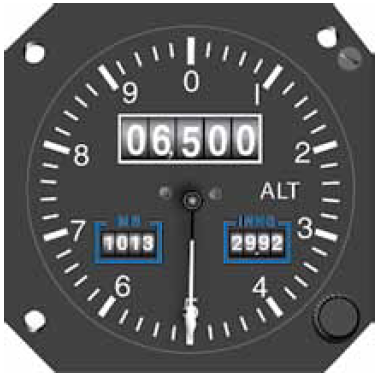
Un altímetro de aviación tipo tambor, que muestra las pequeñas ventanas Kollsman en la parte inferior izquierda (hectopascales) y en la parte inferior derecha (pulgadas de mercurio) de la cara.

En las aeronaves, un barómetro aneroide mide la presión atmosférica desde un sistema pitot-estático fuera de la aeronave. La presión atmosférica disminuye con el aumento de la altitud, aproximadamente 100 hectopascales por 800 metros o una pulgada de mercurio por 1000 pies o 1 hectopascales por 30 pies cerca del nivel del mar.
El altímetro aneroide está calibrado para mostrar la presión directamente como una altura sobre el nivel medio del mar, de acuerdo con un modelo de atmósfera definido por la Atmósfera Internacional Estándar (ISA). Las aeronaves más antiguas utilizaban un simple barómetro aneroide en el que la aguja daba menos de una vuelta alrededor de la cara desde el cero hasta el máximo de la escala. Este diseño evolucionó a altímetros de tres agujas con una aguja primaria y una o más agujas secundarias que muestran el número de revoluciones, similar a la esfera de un reloj. En otras palabras, cada aguja apunta a un dígito diferente de la medición de altitud actual. Sin embargo, este diseño ha caído en desuso debido al riesgo de lectura errónea en situaciones de estrés. El diseño evolucionó hasta llegar a los altímetros de tambor, el último paso en la instrumentación analógica, donde cada revolución de una sola aguja representaba 1000 pies (300 metros), con incrementos de mil pies registrados en un tambor numérico tipo odómetro. Para determinar la altitud, el piloto tenía que leer primero el tambor para determinar los miles de pies, y luego mirar la aguja para los cientos de pies. Los altímetros analógicos modernos de los aviones de transporte suelen ser de tipo tambor. El último desarrollo en claridad es un Sistema electrónico de instrumentos de vuelo con pantallas digitales de altímetro integradas. Esta tecnología ha ido descendiendo desde los aviones de pasajeros y los aviones militares hasta que ahora es estándar en muchos aviones de aviación general.
Los aviones modernos utilizan un «altímetro sensible». En un altímetro sensible, la presión de referencia a nivel del mar puede ajustarse con un mando de ajuste. La presión de referencia, en pulgadas de mercurio en Canadá y Estados Unidos, y hectopascales (antes milibares) en otros lugares, se muestra en la pequeña ventana de Kollsman, en la cara del altímetro del avión. Esto es necesario, ya que la presión atmosférica de referencia a nivel del mar en un lugar determinado varía con el tiempo con la temperatura y el movimiento del sistema de presión en la atmósfera.

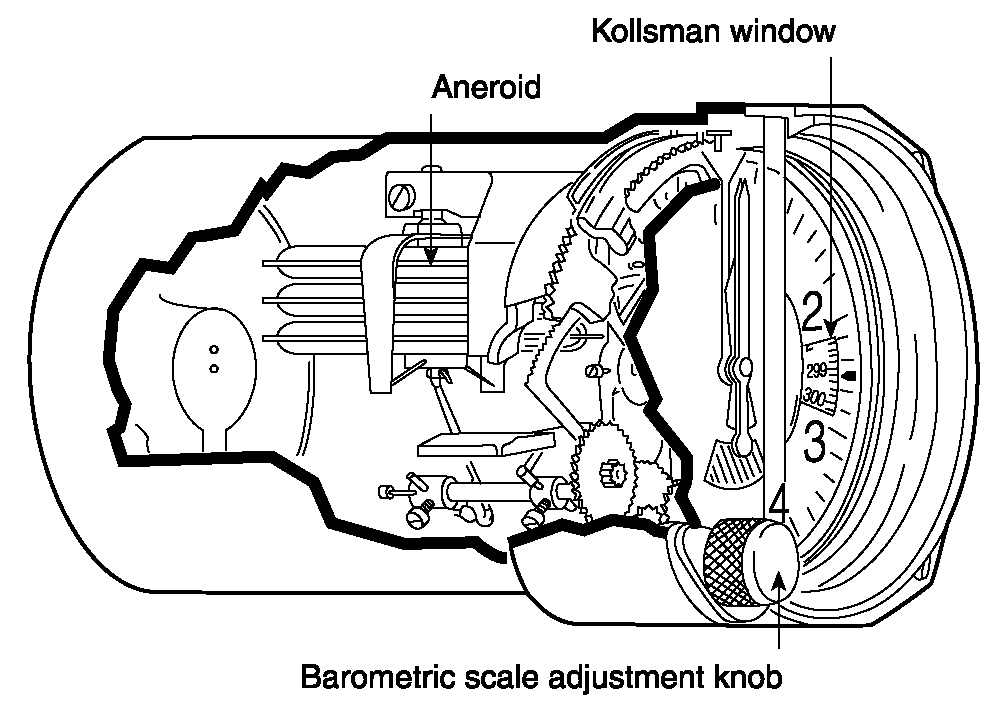
Diagrama que muestra los componentes internos del altímetro sensible de la aeronave.

En la terminología de la aviación, la presión atmosférica regional o local al nivel medio del mar (MSL) se denomina QNH o «ajuste del altímetro», y la presión que calibrará el altímetro para mostrar la altura sobre el suelo en un determinado aeropuerto se llama QFE del campo. Sin embargo, un altímetro no puede ajustarse a las variaciones de la temperatura del aire. Las diferencias de temperatura con respecto al modelo ISA provocarán, en consecuencia, errores en la altitud indicada.
En el sector aeroespacial, los altímetros mecánicos autónomos que se basan en fuelles de diafragma fueron sustituidos por sistemas de medición integrados que se denominan ordenador de datos del aire (ADC). Este módulo mide la altitud, la velocidad de vuelo y la temperatura exterior para proporcionar datos de salida más precisos que permiten el control de vuelo automático y la división del nivel de vuelo. Se pueden utilizar múltiples altímetros para diseñar un sistema de referencia de presión que proporcione información sobre los ángulos de posición del avión para apoyar aún más los cálculos del sistema de navegación inercial.

### Paracaidismo

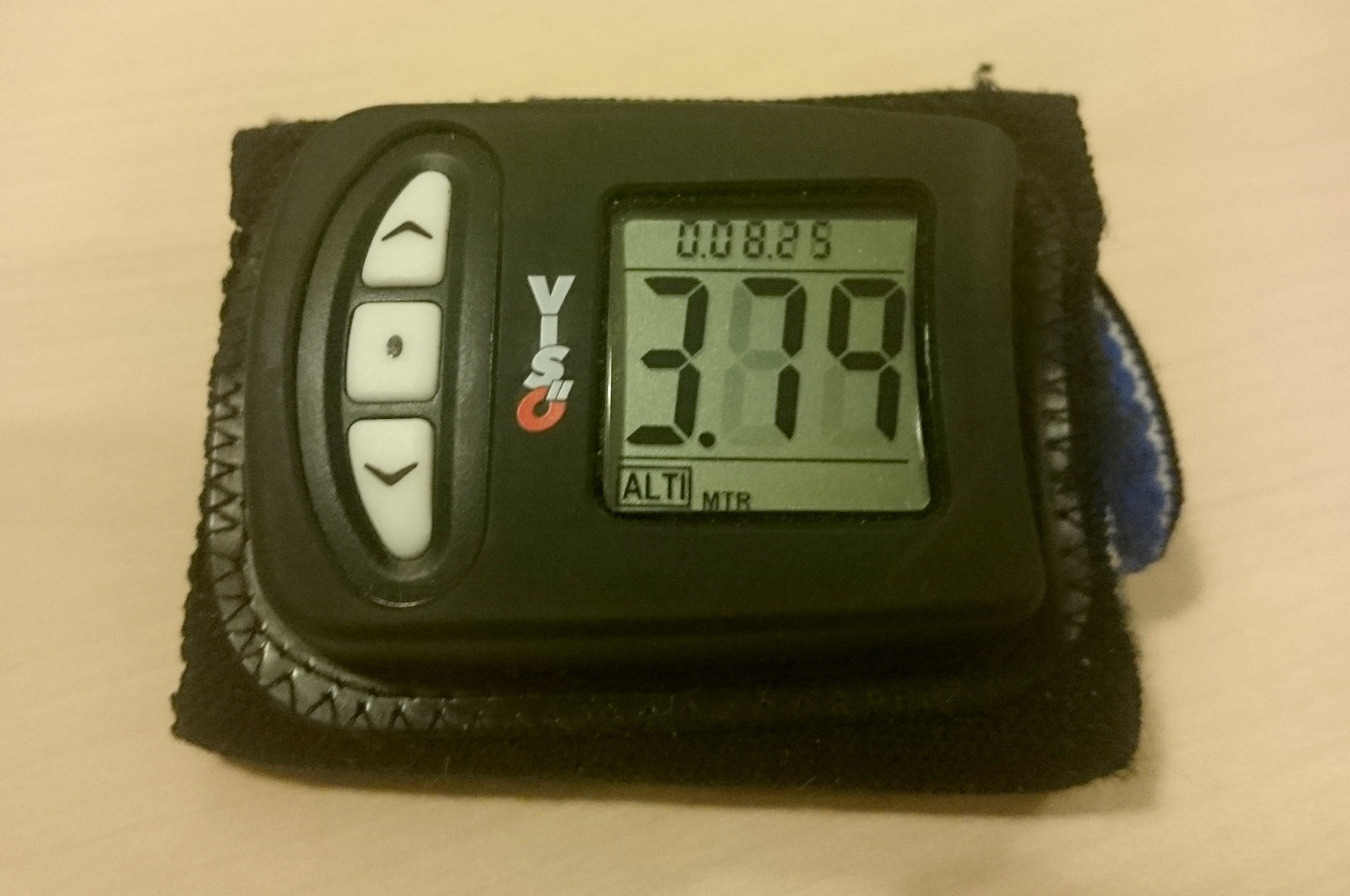
Altímetro digital de paracaidismo montado en la muñeca en modo de cuaderno de bitácora, mostrando el último perfil de salto registrado.

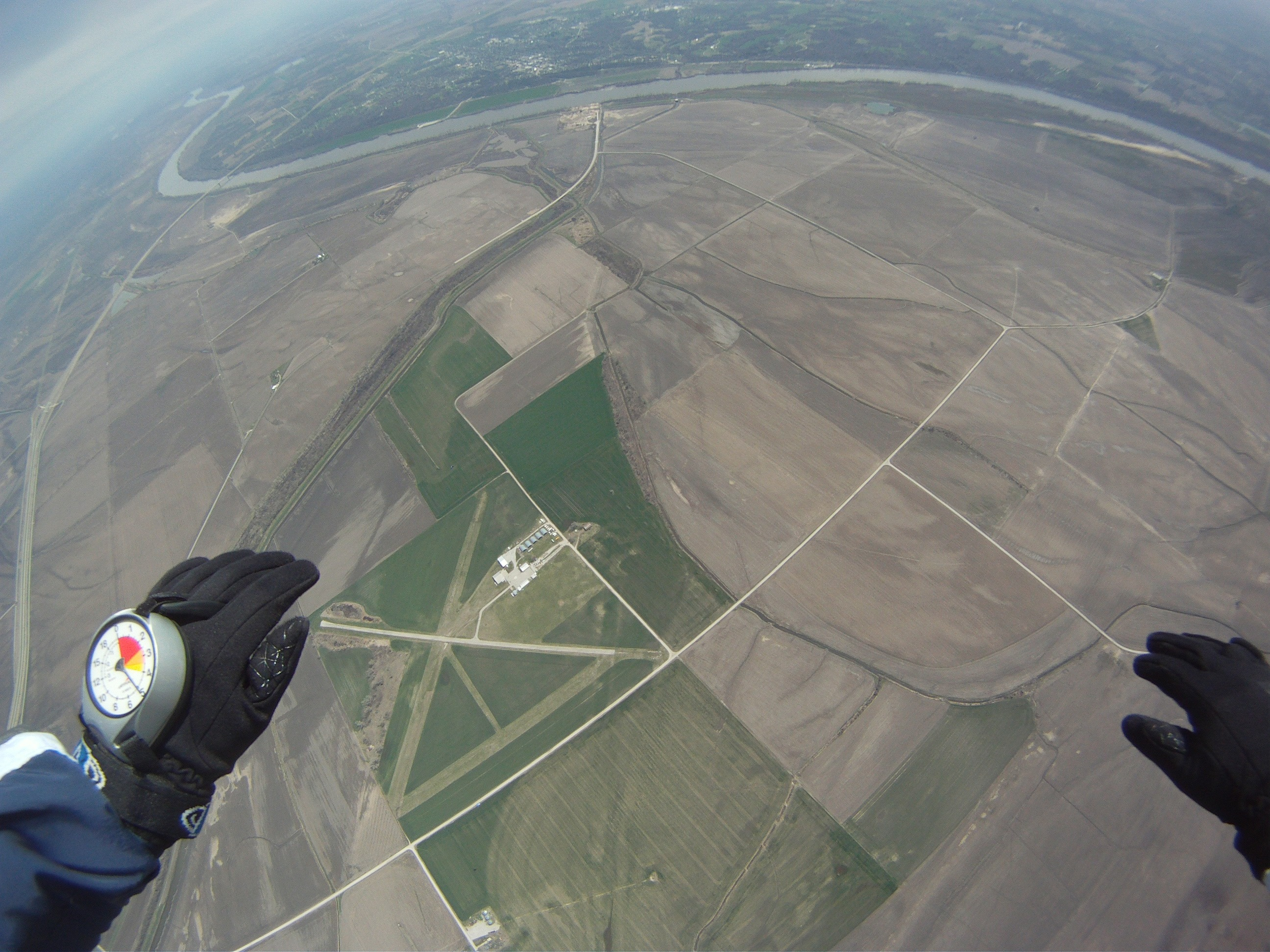
La cara analógica es visible, mostrando altitudes de decisión codificadas por colores. El altímetro representado es electrónico, a pesar de utilizar una pantalla analógica.

Un altímetro es la pieza más importante del equipo de paracaidismo, después del propio paracaídas. La conciencia de la altitud es crucial en todo momento durante el salto, y determina la respuesta adecuada para mantener la seguridad.
Dado que el conocimiento de la altitud es tan importante en el paracaidismo, existe una gran variedad de diseños de altímetros fabricados específicamente para su uso en este deporte, y un paracaidista que no sea estudiante suele utilizar dos o más altímetros en un solo salto:
- Altímetros mecánicos de mano, de muñeca o de pecho analógicos visuales. Este es el tipo más básico y común, y es utilizado por (y comúnmente obligatorio para) prácticamente todos los estudiantes de paracaidismo. El diseño común tiene una esfera marcada de 0 a 4000 m (o de 0 a 12000 pies, imitando la esfera del reloj), en la que una flecha señala la altitud actual. La placa frontal tiene secciones marcadas prominentemente con amarillo y rojo, respectivamente, que significan la altitud de despliegue recomendada, así como la altitud de decisión del procedimiento de emergencia (comúnmente conocida como "cubierta dura"). Un altímetro mecánico tiene un mando que debe ajustarse manualmente para que apunte a 0 en el suelo antes del salto, y si el punto de aterrizaje no está a la misma altitud que el punto de despegue, el usuario debe ajustarlo adecuadamente. También existen algunos altímetros electrónicos avanzados que hacen uso de la conocida pantalla analógica, a pesar de funcionar internamente de forma digital.
- Altímetros visuales digitales, montados en la muñeca o en la mano. Este tipo siempre funciona electrónicamente y transmite la altitud como un número, en lugar de una aguja en un dial. Dado que estos altímetros ya contienen toda la circuitería electrónica necesaria para el cálculo de la altitud, suelen estar equipados con funciones auxiliares como el diario electrónico, la reproducción del perfil de salto en tiempo real, la indicación de la velocidad, el modo simulador para su uso en el entrenamiento en tierra, etc. Un altímetro electrónico se activa en tierra antes del salto, y se calibra automáticamente para apuntar a 0. Por lo tanto, es esencial que el usuario no lo encienda antes de lo necesario para evitar, por ejemplo, la conducción a una zona de aterrizaje situada a una altitud diferente de la propia, lo que podría causar una lectura falsa potencialmente fatal. Si la zona de aterrizaje prevista está a una altitud diferente a la del punto de despegue, el usuario necesita introducir el desplazamiento apropiado utilizando una función designada.
- Altímetros audibles (también conocidos como "dytters", una marca genérica del primer producto de este tipo en el mercado). Se insertan en el casco y emiten un tono de aviso a una altitud predefinida. Los audibles contemporáneos han evolucionado significativamente desde sus inicios, y cuentan con una amplia gama de funciones, tales como múltiples tonos a diferentes altitudes, múltiples perfiles guardados que pueden ser cambiados rápidamente, libro de registro electrónico con transferencia de datos a un PC para su posterior análisis, distintos modos de caída libre y canopy con diferentes altitudes de advertencia, tonos de guía de aproximación para aviones de ala fija|swoop]], etc. Los audibles son dispositivos estrictamente auxiliares, y no sustituyen, sino que complementan un altímetro visual que sigue siendo la herramienta principal para mantener la conciencia de la altitud. La llegada de las disciplinas modernas de paracaidismo como el vuelo libre, en el que el suelo puede no estar en el campo de visión durante largos períodos de tiempo, ha hecho que el uso de audibles sea casi universal, y prácticamente todos los cascos de paracaidismo vienen con uno o más puertos incorporados en los que se puede colocar un audible. Los audibles no se recomiendan y a menudo se prohíbe su uso a los estudiantes de paracaidismo, que necesitan construir un régimen de conciencia de altitud adecuado para ellos mismos.
- Altímetros visuales auxiliares. Estos no muestran la altitud precisa, sino que ayudan a mantener un indicador general en la visión periférica. Pueden funcionar en tándem con un audible equipado con un puerto apropiado, en cuyo caso emiten destellos de advertencia que complementan los tonos audibles, o ser independientes y utilizar otro modo de visualización, como mostrar una luz verde o roja en función de la altitud.

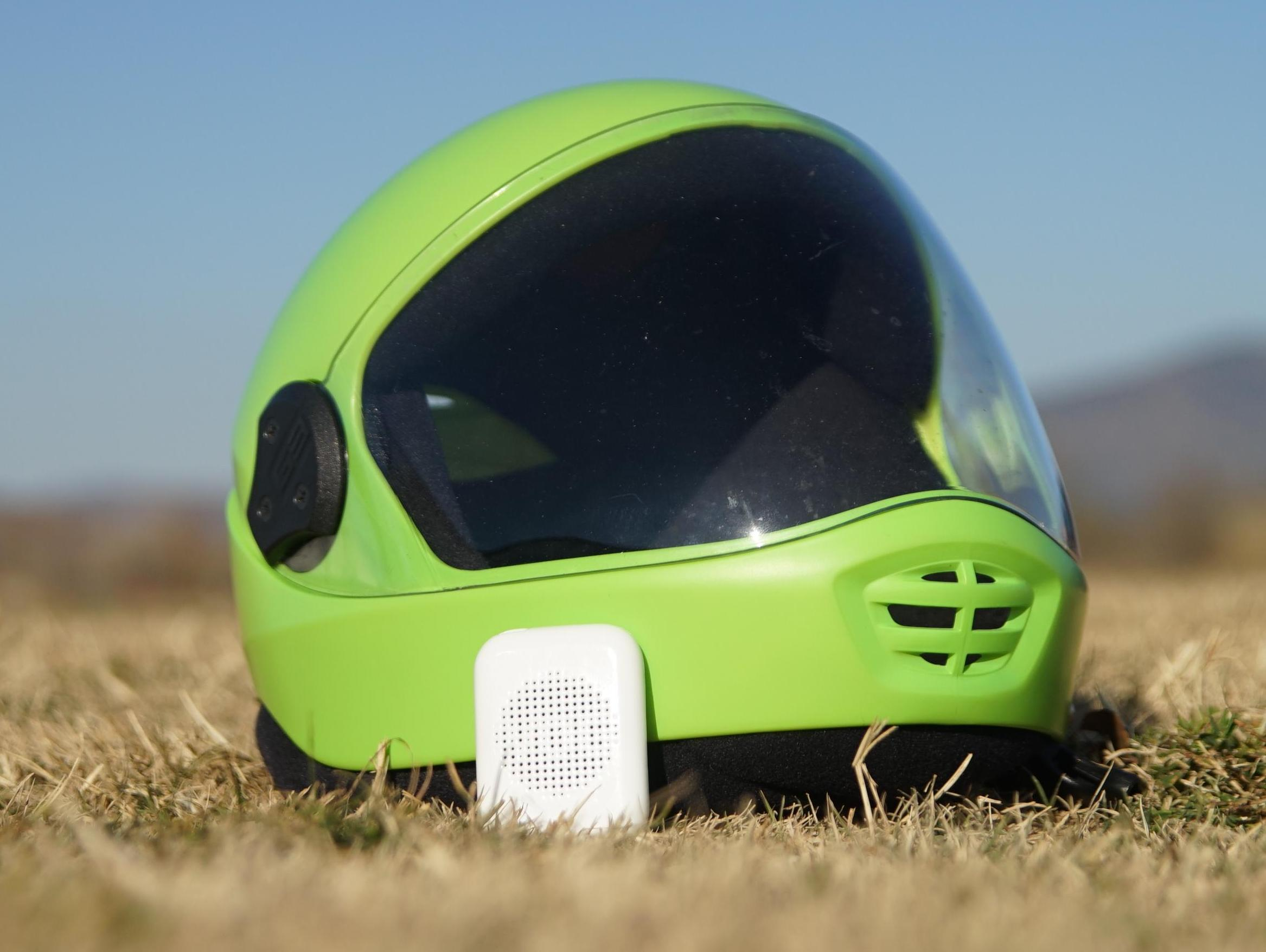
Altímetro de voz con casco para paracaidismo.

- Altímetros parlantes (también conocidos como altímetros de voz). Otro tipo de altímetro que combina las funciones de altímetro audible y visual. La unidad tiene todas las altitudes necesarias utilizadas en el paracaidismo y las anuncia como un número en el idioma nativo del paracaidista. También se insertan en el casco (del mismo tamaño que los audibles), pero emiten voz con ajuste automático del volumen en función de la velocidad para despejar el oído. Los altímetros parlantes suelen tener una configuración de software a través de una aplicación móvil. El objetivo principal de este tipo de altímetro es la fuerte función de seguridad para los paracaidistas experimentados, para que siempre sepan su propia posición actual que es muy útil para los organizadores de cargas de FS o los instructores de AFF.

La elección exacta de los altímetros depende en gran medida de las preferencias de cada paracaidista, el nivel de experiencia, las disciplinas principales, así como el tipo de salto. En un extremo del espectro, un salto de demostración a baja altura con aterrizaje en el agua y sin caída libre podría renunciar al uso obligatorio de altímetros y no utilizar ninguno. Por el contrario, un paracaidista que realiza saltos de vuelo libre y que vuela con una campana de alto rendimiento podría utilizar un altímetro mecánico analógico para facilitar la referencia en caída libre, un audible en el casco para avisar de la altitud de ruptura, programado adicionalmente con tonos de guía de caída para el vuelo en campana, así como un altímetro digital en un brazalete para echar un vistazo rápido a la altitud precisa en la aproximación. Otro paracaidista que realice tipos de saltos similares podría llevar un altímetro digital para su visual principal, prefiriendo la lectura directa de la altitud de una pantalla numérica.

## Altímetro radioeléctrico
Estos aparatos son pequeños radares que miden la distancia entre dos vehículos aéreos y con respecto al suelo, este se usa sobre todo en bombas y misiles. Altímetros de impulsos o de frecuencia son similares a este pero funcionan emitiendo otro tipo de señales.
Algunos de ellos se están montando en satélites con fines científicos para el estudio del geoide, de la dinámica marina, de las variaciones del nivel del mar, y para el análisis de la topografía de las masas continentales. Entre otros satélites altimétricos encontramos el SeaSat, el TOPEX/Poseidon y el Jason-1, de la colaboración CNES/NASA, y el ERS-1, el ERS-2 y el EnviSat, de la European Spatial Agency (ESA).
El funcionamiento del altímetro radioeléctrico es diferente al del altímetro barométrico. Miden la distancia mediante la emisión de pulsos electromagnéticos y el registro del tiempo transcurrido desde la emisión del pulso, y la recepción del eco de retorno de la señal. Como las ondas electromagnéticas viajan a la velocidad de la luz, el cálculo de la distancia es inmediato, teniendo en cuenta que el tiempo medido es doble y por tanto ha de dividirse entre 2.
{\displaystyle h={\frac {\Delta t\cdot c}{2}};}

## Sistema de Posicionamiento Global
Los receptores del Sistema de Posicionamiento Global (GPS) también pueden determinar la altitud por trilateración con cuatro o más satélites. En las aeronaves, la altitud determinada mediante el GPS autónomo no es lo suficientemente fiable como para sustituir al altímetro de presión sin utilizar algún método de aumento del GNSS. En el senderismo y la escalada, es común encontrar que la altitud medida por el GPS está fuera hasta 400 pies (122 m) dependiendo de la orientación del satélite.